# 伊藤誠道
伊藤 誠道（いとう まさみち、1999年11月4日 - ）は、神奈川県出身の日本のプロゴルファー。エージェント・スミスHD所属。

## 経歴
プロゴルファーだった父親の影響で物心つく1歳ころにはクラブを握っており、3歳の時にはレディースティから「100」を切ったという逸話を持つ。小学校2年生で70台を出し、小学校6年時の2007年にはアマチュア予選会を突破して『PAR72チャレンジカップ』に出場。当時のABEMAツアー最年少出場記録を打ち立てた。湘南中学校時の2009年には『VanaH杯KBCオーガスタ』で14歳21日のツアー最年少予選通過記録をつくると、翌2010年の『三井住友VISA太平洋マスターズ』では10位となる。アマチュア競技でも『関東アマ』『全日本パブリック選手権』を中学2年生で制するなど傑出した才能を見せつけていた。2011年には薗田峻輔、石川遼らを輩出した東京・杉並学院校高等学校に進学し、在学中の2012年末17歳にしてプロ転向。現役高校生プロとなった。
2013年の『PGA・JGTOチャレンジカップin房総』ではそれまでは浅地洋佑の19歳14日だったABEMAツアー最年少記録を更新する18歳29日で初優勝する。

## 主な記録

### ツアー優勝(1)

#### ABEMAツアー(1)
| No. | Date                | Tournament                            | スコア              | 2位との差 | 2位（タイ）                         |
| --- | ------------------- | ------------------------------------- | ------------------- | --------- | ----------------------------------- |
| 1   | 2013年9月4日-9月6日 | PGA･JGTOチャレンジカップ in 房総 2013 | −15（68-68-65=201） | 2打       | 小西貴紀 稲森佑貴 木下裕太 福永安伸 |

2015年 日本プロスポーツ大賞新人賞受賞。